# Ian Hunter (ator)
Ian Hunter (Cidade do Cabo, 13 de junho de 1900 - Londres, 22 de setembro de 1975) foi um ator sul-africano. Entre dezenas de papéis no cinema, suas aparições mais lembradas incluem Cinzas do Passado (1937) com Bette Davis, A Torre de Londres (1939), e O Médico e o Monstro (1941).